# Jerzy Grochmalicki
Jerzy Jan Grochmalicki (ur. 10 czerwca 1934 w Pobrdziu, zm. 23 marca 2017) – polski polityk, poseł na Sejm PRL VII i VIII kadencji.

## Życiorys
Syn Kazimierza i Marii. Po ukończeniu w 1958 Wyższej Szkoły Inżynierskiej w Poznaniu uzyskał tytuł zawodowy magistra inżyniera mechanika. Od 1959 do 1962 pracował w Zakładach Wytwórczych Silników Elektrycznych w Piechowicach, a następnie do 1964 pełnił funkcję zastępcy kierownika działu kontroli technicznej w Fabryce Maszyn Papierniczych w Cieplicach.
W 1955 wstąpił do Polskiej Zjednoczonej Partii Robotniczej. W latach 1972–1974 był I sekretarzem Komitetu Powiatowego partii w Jeleniej Górze, a od października 1974 do czerwca 1975 sekretarzem Komitetu Wojewódzkiego PZPR we Wrocławiu. Od 4 czerwca 1975 do 21 listopada 1980 był I sekretarzem KW PZPR w Wałbrzychu oraz przewodniczącym prezydium WRN. Od grudnia 1975 do lipca 1981 pozostawał także zastępcą członka Komitetu Centralnego PZPR. W 1976 uzyskał mandat posła na Sejm PRL VII kadencji, reprezentując okręg Wałbrzych. Zasiadał w Komisji Górnictwa, Energetyki i Chemii. W 1980 uzyskał reelekcję. W Sejmie VIII kadencji zasiadał w Komisji Górnictwa, Energetyki i Chemii, Komisji Planu Gospodarczego, Budżetu i Finansów oraz w Komisji Mandatowo-Regulaminowej. Od grudnia 1980 do lutego 1982 był zastępcą kierownika Wydziału Organizacyjnego KC PZPR.
W 1974 otrzymał Krzyż Kawalerski Orderu Odrodzenia Polski.